# Nergal-ilaja (eponim w 817 r. p.n.e.)
Nergal-ilaja, Nergal-ila’i (akad. Nergal-ilāja, Nergal-ila’i; w transliteracji z pisma klinowego zapisywane mdMAŠ.MAŠ-DINGIR-a-a; tłum. „Nergal jest mym bogiem”) – wysoki dostojnik, gubernator prowincji (nazwa nie zachowała się) za rządów asyryjskiego króla Szamszi-Adada V (823-811 p.n.e.), zgodnie z Asyryjską listą eponimów w 817 r. p.n.e. sprawował urząd eponima (akad. limmu). Najprawdopodobniej należy go identyfikować z jego imiennikami, którzy sprawowali urząd eponima w 830 i 808 r. p.n.e.